# Réseau des émetteurs français
Le Réseau des émetteurs français ou REF, dont le siège est situé dans la ville de Tours, est une association regroupant des radioamateurs, des radioécouteurs et toute personne s’intéressant aux activités radioamateurs.
Le REF est l'une des associations représentant des radioamateurs auprès des administrations et des autres associations. 

## Historique
Le Réseau des émetteurs français (REF) succède à l'Union des sociétés de TSF de France (fondée en 1908). L'association Réseau des émetteurs français est fondée à Paris en avril 1925 et déclarée en juillet 1925. Elle est aussi connue sous les noms « Réseau des émetteurs français – Union française des radioamateurs » et « Le journal des 8 » (en France, en 1921 les indicatifs commençaient par le no 8 ; exemple : 8AA, 8AB, 8AC« , etc. »)[réf. nécessaire].

## Action
Le REF représente les radioamateurs auprès des administrations et principalement avec l'Autorité de régulation des communications électroniques, des postes et de la distribution de la presse, la Direction générale des entreprises ainsi que l'Agence nationale des fréquences.
Le REF est une association de radioamateur et la section française de l'Union internationale des radioamateurs (IARU).

## Service QSL

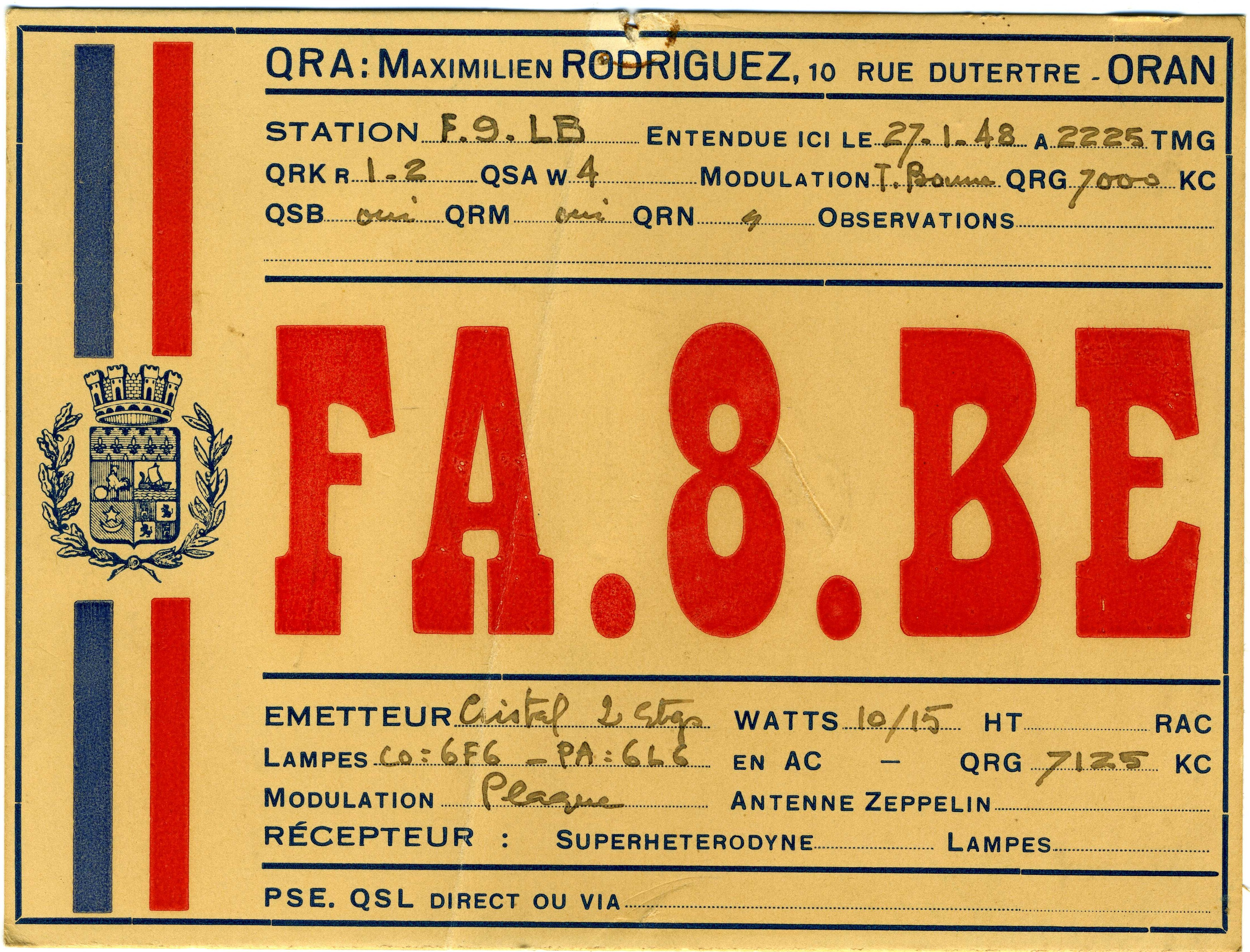
Carte QSL d'un radioamateur.

Le service QSL permet aux membres de l'association de recevoir par groupe et d'envoyer par groupe leurs cartes QSL afin de réduire les frais d'expédition. Dans ce cas on parle de « QSL via bureau ». Ce service est beaucoup plus lent que la poste.

## Bulletins d'information
Les radioamateurs, les radioécouteurs et toute personne s’intéressant aux activités radioamateurs peuvent recevoir par radio chaque semaine les bulletins d'information de F8REF diffusés localement depuis les départements[réf. non conforme]
Il n'y a plus en date du 18 octobre 2020 de diffusion HF du bulletin depuis le siège du REF.

## Associés
Associations associées au REF.
- ANTA : Association nationale de télévision amateur.
- ARDF : Amateur radio direction finding France (pour la radiogoniométrie sportive).
- C.DX.C : Clipperton DX club.
- GEPRAF : Groupe espérantiste radioamateurs français (Espéranto-France).
- GRAC : Groupement des radioamateurs cheminots.
- IDRE : Institut pour le développement de la radio par l'enseignement.
- RADIOAMPT : créée le 22 mai 1971, a pour but d'établir et de resserrer les relations, de développer la coopération entre les radioamateurs postiers et télécommunicants dans un esprit d'amitié, et, de manière générale, de se consacrer à toute activité ayant la radioamateur pour objet, dans le cadre de la réglementation en vigueur.
- RCNEG : Radio-club national des électriciens et gaziers.
- UFT : Union française des télégraphistes.
- UNARAF : Union nationale des aveugles radioamateurs de France.

## Liens
- Union internationale des radioamateurs
- Radiotéléphonie
- Alphabet radio
- MF-HF-VHF
- Temps universel coordonné
- Radioécouteur • Club amitié radio
- Si tous les gars du monde